# Jilmový potok
Jilmový potok je levostranným přítokem Kosového v Tepelské vrchovině v okrese Cheb v Karlovarském kraji a okrese Tachov v Plzeňském kraji. Délka toku měří 8,5 km. Plocha jeho povodí měří 22,4 km².

## Průběh toku
Celý tok Jilmového potoka se nachází v Chráněné krajinné oblasti Slavkovský les a převážně teče jižním až jihovýchodním směrem. Potok pramení na náhorní plošině Tepelské vrchoviny východně od Mariánských Lázní. Jeho pramen se nachází v nadmořské výšce okolo 740 metrů na západním svahu Podhorního vrchu, nejvyšší hory Tepelské vrchoviny. Na rozhraní lesních porostů a pastvin přitéká údolím mezi Podhorním vrchem (847 m) a Mihostovským kopcem (748 m) do Milhostova, místní části obce Zádub-Závišín. Pokračuje k přírodní památce Milhostovské mofety, kde v jeho okolí vyskytují mofety, výrony suchého oxidu uhličitého. Zprava přibírá Kladrubský potok a pokračuje okolo Martinova, místní části obce Vlkovice, kde přibírá Stříbrný potok. Opouští okres Cheb i Karlovarský kraj a krátce již teče v okrese Tachov v Plzeňském kraji. Pod přírodní rezervací Lazurový vrch, nad Michalovými Horami, se vlévá do Kosového potoka na jeho 20 říčním kilometru. .